# Pontecesures
Pontecesures är en kommun i Spanien. Den ligger i provinsen Pontevedra i den autonoma regionen Galicien i nordvästra delen av landet, 500 km nordväst om huvudstaden Madrid. Antalet invånare är 3 088 (2024). Arean är 6,69 kvadratkilometer.